# 厚木海軍飛行場
厚木海軍飛行場（日语：／ Atsugi Kaigun-hikōjō），是一座位於日本神奈川縣的軍用機場，用地橫跨大和市及綾瀨市，目前為美國海軍和日本海上自衛隊共用、共有的基地，駐日美軍稱作厚木海軍航空設施（Naval Air Facility Atsugi），日本自衛隊稱作厚木航空基地（あつぎこうくうきち）。
厚木飛行場是美國海軍在太平洋地區最大的航空設施，屬於喬治·華盛頓號航空母艦戰鬥群的第五航母航空大隊在厚木基地駐有數支飛行中隊，基地內的美軍人員也與上瀨谷海軍無線電接收設施合作進行任務。
除第5航母航空大隊外，使用厚木基地的部隊尚有日本海自航空集團司令部、第4航空群、美海軍第51直升機海上攻擊中隊等，該中隊利用SH-60B LAMPS Mk III型直升機和MH-60R直升機，協助部署在橫須賀海軍基地的美軍導彈巡洋艦、導彈驅逐艦和巡防艦。
儘管飛行場名稱來自基地西南方的厚木市，但兩者相距7.4公里，且不位於該市範圍內。

## 歷史

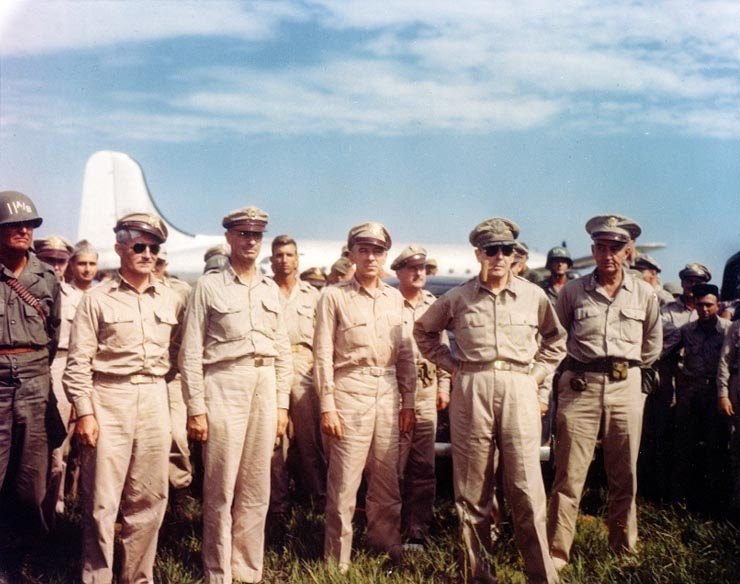
1945年8月30日飛抵厚木海軍飛行場的麥克阿瑟（右二）

日本帝國海軍在1938年開始建造厚木飛行場，1942年完工後，與日本陸軍飛行隊的調布飛行場、柏飛行場、松戶飛行場、成增飛行場並列為日本首都圈重要的防空基地群，亦為第302海軍航空隊「厚木航空隊」的主要駐地，該航空隊在第二次世界大戰期間是日本海軍最大的航空隊，從厚木出動大量日本戰機與盟軍展開激烈空戰，並擊毀了多架攻擊日本本土的美國B-29轟炸機。
1945年8月15日裕仁天皇宣佈無條件投降後，302航空隊大佐隊長小園安名帶領部下抗命，軍機從厚木基地飛往東京和橫濱上空，灑下鼓動市民反抗盟軍的傳單。隨著小園被強制送入海軍醫院接受精神治療，抗命事件逐漸在8月22日平息。
1945年8月30日，道格拉斯·麥克阿瑟等美軍高級將領搭乘軍機在厚木海軍飛行場降落，隨後接受了日本的投降事宜。9月8日，美國陸軍航空軍第3轟炸機大隊的下屬部隊進駐厚木飛行場。9月15日，負責整頓飛行場設施損壞的陸航第49戰鬥機大隊和1539陸軍航空軍基地隊（1539th Army Air Forces Base Unit）取代了第3大隊駐厚木的單位，以進行設施修繕。10月之後，厚木基地開始恢復了少量的戰機出勤，第418夜間戰鬥機中隊的P-61戰鬥機和49戰機大隊的P-38閃電戰機從厚木出動，執行關東的防空任務。1946年2月中旬後，49戰機大隊改駐北海道的千歲基地，418中隊在6月移至沖繩，1539基地隊則在同年12月31日起遷到羽田飛行場。
在盟軍佔領日本期間，座間基地過多的人員開始住進厚木飛行場，基地內的設施直到韓戰爆發後才再度開始翻新，以容納逐漸增加的戰機出動架次。海蜂工兵隊（美國海軍建設營）在1950年進駐厚木飛行場進行改善工程，同年12月，經過改善的基地命名為厚木海軍航空基地（Naval Air Station Atsugi）。

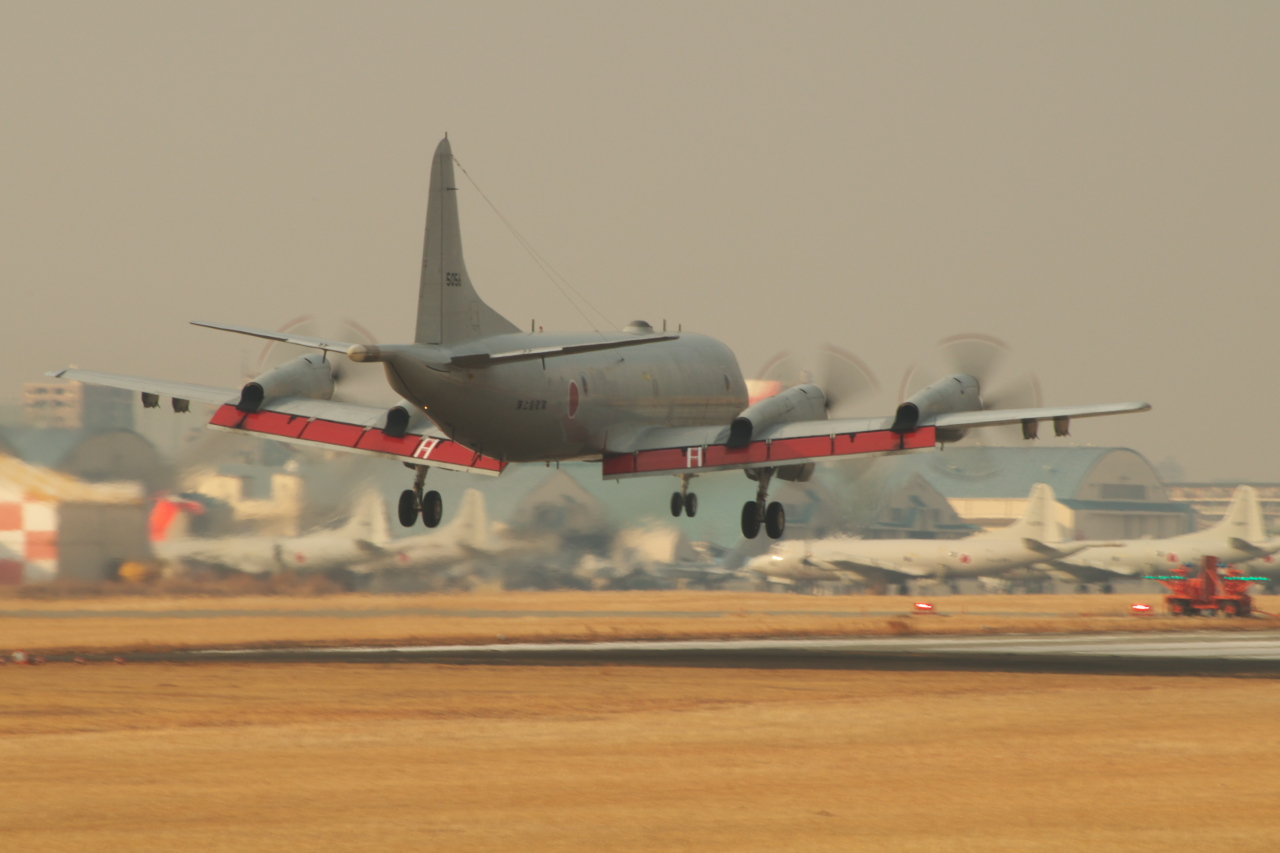
日本海上自衛隊的P-3C巡邏機降落在厚木航空基地（2009年）

厚木海軍航空基地從韓戰到越戰都是一座重要的海軍航空站，供戰鬥機、轟炸機和運輸機等航空器起降。其中最有名的是1957年起便開始駐在厚木、由飛官弗朗西斯·蓋瑞·鮑爾斯駕駛、執行間諜任務的U-2偵察機，鮑爾斯駕駛的U-2偵察機於1960年的一次任務中墜毀在蘇聯境內。

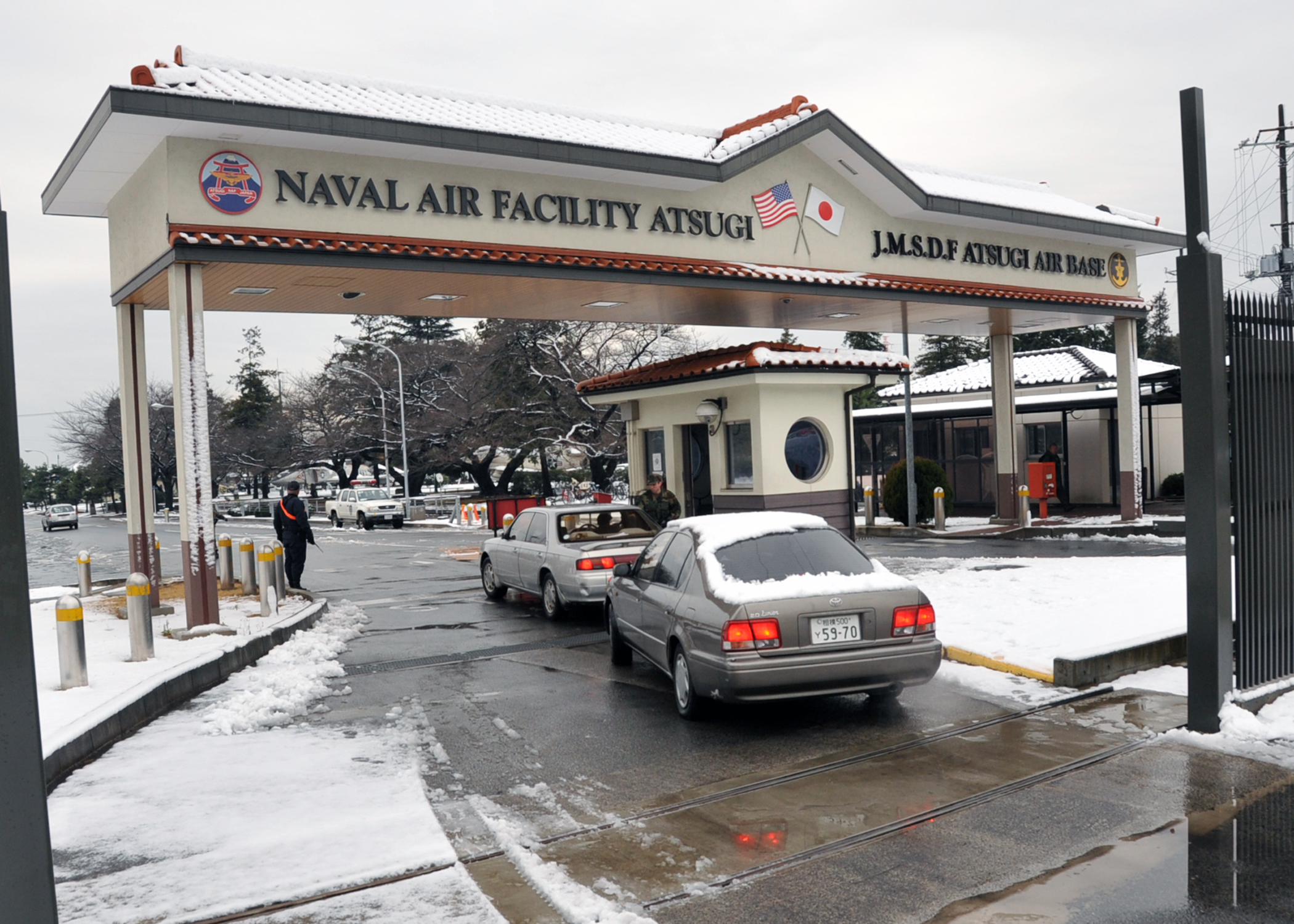
2010年時的厚木基地大門

1964年，美國海軍陸戰隊一架駐在厚木的F8U-2戰鬥機墜毀在附近的町田市。飛行員因及時彈射出機外而沒有受到重傷，但卻造成地面上4人死亡、32人受傷、數棟民房受損。
1972年起，經美日兩國政府同意後，自衛隊開始與美軍共管厚木基地。1977年，厚木基地的一架F-4幽靈II戰鬥機因出勤時發生故障，而在橫濱撞入民宅區，飛行員彈出後生還，但地面上一名1歲男童和3歲男童死亡、另7人受傷 。
美國海軍保安大隊下轄單位和輪調派駐三澤飛行場的EP-3E偵察機機隊曾在1990年代之前駐在厚木飛行場。
2009年11月14日，厚木基地內的183機庫發生火災，使當時在附近的3名大林組雇員受傷。火災於11:55分報告後，在12:45分撲滅，對該機庫造成中度損傷。
2011年發生311震災和福島核災後，美軍從厚木基地派出人員和軍機參與「友達作戰」、協助救災，災變期間約2,000名美軍眷屬志願經厚木基地轉移到日本之外的地點。

## 基地名稱
厚木海軍飛行場以同一縣內的厚木市命名，兩者在目前處於分隔狀態，中間尚隔了海老名市、綾瀨市兩個行政區。造成此現象的原因是因為1950年代及二戰之前，飛行場週邊最近的較大型聚落除厚木町外，還有高座郡的大和村、綾瀨村及澀谷村。但此3個聚落均與日本別處較廣為人知的地名雷同，例如「大和」是奈良的古稱，「綾瀨」通常指東京東北部綾瀨車站週邊的地區，而「澀谷」通常指東京都心的澀谷區，為避免混淆，選定當時在愛甲郡內的厚木作為飛行場名稱。

## 目前使用情形

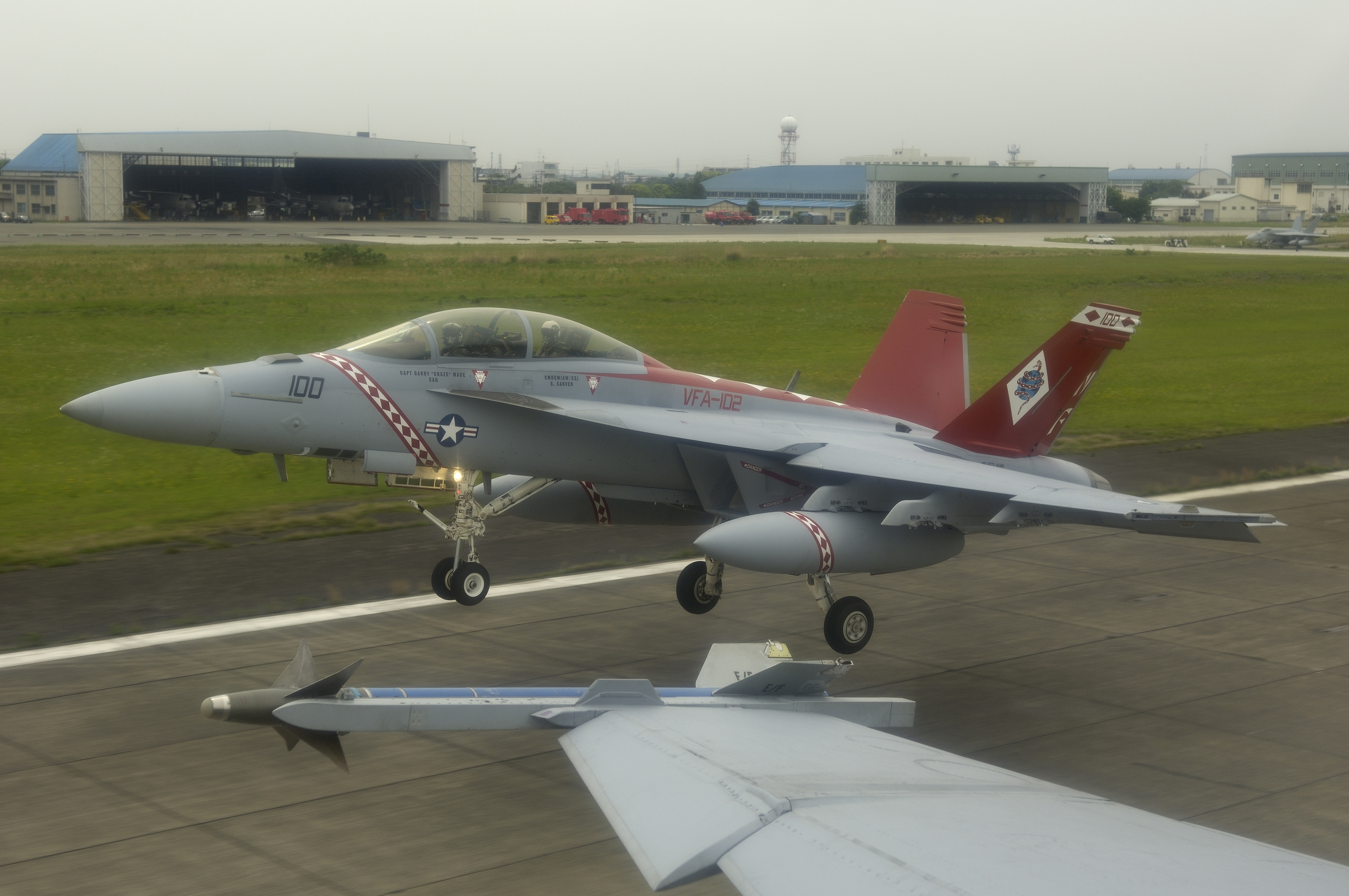
美國海軍102戰鬥攻擊中隊的2架F/A-18F超級大黃蜂在厚木基地起飛

厚木海軍航空基地目前是美國海軍第五航母航空大隊的主要陸上基地。該大隊是喬治·華盛頓號航母戰鬥群中的空中部隊，由70架飛機和2,000名現役官兵組成，當華盛頓號停放在橫須賀海軍基地時，這些飛機和人員即進駐厚木基地。
美國海軍常在厚木基地執行夜間降落訓練，生成的噪音長年對綾瀨、大和等週邊的民居造成干擾。1990年代，美軍和日本政府同意將夜間降落訓練改至他處進行，最後選中硫磺島作為新地點並使用至今。
2010年11月30日，195戰鬥攻擊機中隊將其在厚木基地內現役的F/A-18C戰機全部撤走，並將改以超級大黃蜂戰機取代之。第5航母航空大隊將會是首支全面改用超級大黃蜂、不留舊式黃蜂戰機的航空大隊。
2012年2月後，原駐厚木的136電子攻擊機中隊改駐至華盛頓州的惠德比島海軍航空基地以將原使用機型過渡為EA-18G電子戰飛機。而2011年時與第八航母航空大隊部署在一起的141電子攻擊機中隊將會把其下的EA-18G電戰機遷進厚木飛行場接替136中隊。但目前不知141中隊該次的更動是否為永久性質、或136中隊是否會調回厚木。
2012年9月，美海軍宣佈77直升機海上攻擊中隊、12直升機海戰中隊將改變原先在加州北島海軍航空基地（NAS North Island）的永久任務，並調至厚木海軍飛行場。而第14直升機反潛中隊從厚木調至北島基地；51輕型直升機反潛中隊則將把現役機改為新式機體，繼續駐留厚木，並去掉名稱中的「輕型」字樣。這些基地駐守和使用機種的變動於2012年9月17日開始進行，預計在2013年12月完成更動。

## 駐紮單位

### 美國海軍
第7艦隊
- 第51直升機海上攻擊中隊（英语：HSM-51）

第5航母航空大隊
- 第77直升機海上攻擊中隊（英语：HSM-77）
- 第12直升機海上作戰中隊（英语：HSC-12）

### 日本海上自衛隊
- 航空集團（日语：航空集団）司令部
  - 第4航空群
    - 第3航空隊（P-3C）
    - 第4整備補給隊
    - 厚木航空基地隊

  - 第51航空隊
  - 第61航空隊
  - 救難待機：第31航空群（日语：第31航空群）第71航空隊
  - 航空管制隊（日语：航空管制隊）
- 航空計劃開發隊
- 厚木系統通信分遣隊（隸屬於系統通信隊群（日语：システム通信隊群）横須賀系統通信隊）
- 厚木警務分遣隊（横須賀地方警務隊）